# Witterschlick
Witterschlick er en landsby i den tyske kommune Alfter, Tysklands delstat nordrhein-Westfalen, og har 8719 indbyggere (2007).
50°41′30″N 7°01′21″Ø / 50.6917°N 7.0225°Ø